# Матевосян, Рафаэль Матевосович
Рафаэль (Рафик) Матевосович Матевосян (18 декабря 1929, Эривань — 1993) — советский футболист, вратарь. Мастер спорта СССР. Судья республиканской категории.

## Биография
С 1947 года — в составе «Динамо» Ереван. Выступал за команды ДО/ОДО Тбилиси (1950—1951 — КФК, 1952—1953, 1954—1955), «Торпедо» Москва (1953—1954, 1955—1956), «Нефтяник» Краснодар (1954), «Пищевик» Одесса (1955), «Спартак»/«Арарат» Ереван (1956—1964).
В чемпионате СССР сыграл 83 матча (1953, 1955—1956, 1960—1963) за «Торпедо» и «Спартак»/«Арарат». Первый матч на высшем уровне провёл 4 июля 1953 года, когда в гостевой игре против московского «Спартака» (1:7) вышел в стартовом составе и был заменён при счёте 1:4.
Участник Спартакиады народов СССР 1956 года в составе сборной Армянской ССР.
Полуфиналист Кубка СССР 1962.
Награжден почётной грамотой Президиума ВС СССР.